# Bruno Schoeneberg

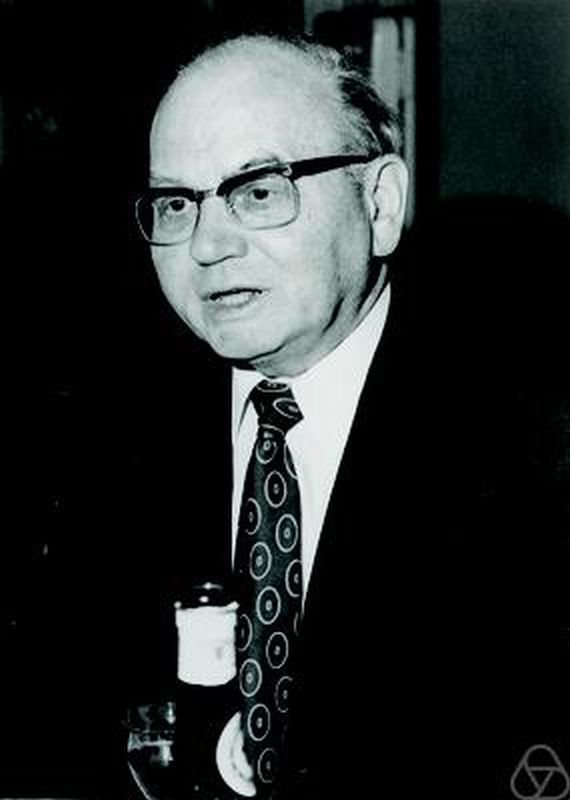
Bruno Schoeneberg, 1973

Bruno Schoeneberg (* 8. Dezember 1906 in Altona; † 25. Juni 1995 in Hamburg) war ein deutscher Mathematiker, der sich mit Modulfunktionen und Zahlentheorie beschäftigte.

## Leben
Bruno Schoeneberg legte zu Ostern 1925 das Abitur am Hamburger Wilhelm-Gymnasium ab. Er studierte ab 1925 Mathematik, Astronomie und Physik, erst an der Universität Hamburg und dann an der Universität Göttingen. Nach dem Lehramtsstaatsexamen 1930 wurde er 1932 bei Erich Hecke in Hamburg promoviert (Berechnung irreduzibler Darstellungen endlicher Gruppen, Abh. Math. Seminar Univ. Hamburg 1933).  Danach war er Gymnasiallehrer. 1936/37 und im Zweiten Weltkrieg leistete er seinen Wehrdienst bei der Marine. Danach war er bis 1966 Gymnasiallehrer am Gymnasium Kaiser-Friedrich-Ufer in Hamburg-Eimsbüttel, wo unter anderem Jürgen Ehlers sein Schüler war. Nachdem er sich 1960 in Hamburg habilitiert hatte (Beiträge zur Theorie der elliptischen Modulfunktionen) war er dort nebenberuflich Privatdozent am Mathematischen Seminar und 1957 außerplanmäßiger Professor. 1966 wurde er außerordentlicher Professor und Wissenschaftlicher Rat und 1970 ordentlicher Professor. 1975 emeritierte er. 1969/70 war er Gastprofessor an der Universität Karlsruhe und 1971 in Taipeh.

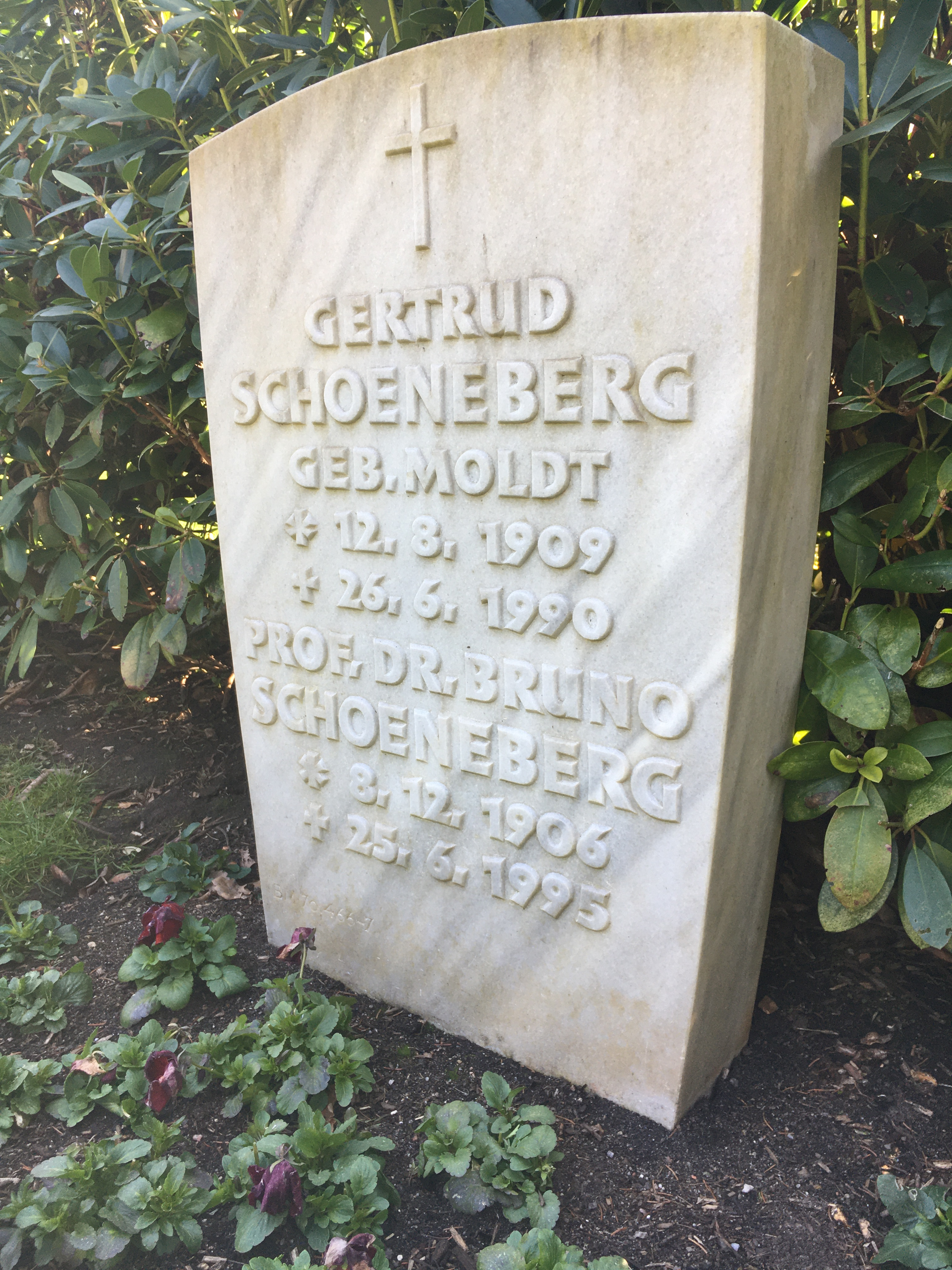
Grabstätte auf dem Friedhof Ohlsdorf

Er schrieb ein Standardwerk über Modulfunktionen.
Er war seit 1949 Mitglied der Mathematischen Gesellschaft Hamburg und in den 1960er Jahren deren Jahrverwalter. 1973 wurde er deren Ehrenmitglied. 1970 wurde er korrespondierendes Mitglied der Akademie der Wissenschaften zu Göttingen. 1962 hielt er einen Vortrag auf dem Internationalen Mathematikerkongress in Stockholm (Eisensteinsche Reihen von Primzahlstufe).
Er war seit 1937 mit Gertrud Moldt (1909–1990), die auch Mathematik studiert hatte, verheiratet und hatte zwei Kinder. Seine Grabstätte befindet sich auf dem Friedhof Ohlsdorf im Planquadrat Bm 70 unmittelbar hinter Kapelle 13.
Er war Herausgeber der Gesammelten Werke von Erich Hecke.

## Schriften
- mit Arnold Scholz: Einführung in die Zahlentheorie. de Gruyter, 1973.
- Elliptic modular functions. Springer, 1974.